# Mjøndalen IF
Mjøndalen Idrettsforening – norweski klub piłkarski z siedzibą w mieście Mjøndalen.

## Historia
Mjøndalen IF założony został 22 sierpnia 1910. Najlepszym okresem dla klubu były lata 30., kiedy Mjøndalen trzykrotnie zdobył Puchar Norwegii oraz trzykrotnie dotarł do finału Pucharu Norwegii.
Puchar Norwegii zdobyty w 1968 roku pozwolił klubowi na start w Pucharze Zdobywców Pucharów w sezonie 1969/70. Pierwszym przeciwnikiem klubu okazał się zdobywca Pucharu Walii Cardiff City, który okazał się stanowczo za silny – pierwszy mecz u siebie przegrany 1:7, drugi na wyjeździe 1:5.
W 1972 Mjøndalen IF pierwszy raz zagrał w połączonej I lidze norweskiej. W rzeczywistości nie był to debiut pierwszoligowy klubu, gdyż już przed wojną grał w najwyższej lidze norweskiej. Różnica polegała na tym, że poprzednio najwyższa liga podzielona była na wiele grup, których zwycięzcy grali później o mistrzostwo w fazie pucharowej. W pierwszym występie w połączonej I lidze Mjøndalen IF zajął 7 miejsce.
Następne dwa sezony klub bronił się przed spadkiem, aż w 1976 nagle zdobył tytuł wicemistrza Norwegii. Dało to okazję do drugiego występu w europejskich pucharach – w Pucharze UEFA 1977/78. Już w pierwszej rundzie Mjøndalen IF trafił na jednego z faworytów turnieju – Bayern Monachium. Drużyna norweska w dwóch meczach straciła 12 bramek i odpadła z rozgrywek. Także sezon ligowy był kompletnie nieudany – Mjøndalen IF zajął 11 miejsce i spadł do II ligi.
Po rocznym pobycie w II lidze Mjøndalen IF powrócił do I ligi, by po roku znów spaść. Kolejny raz klub pojawił się w pierwszej lidze w 1982, jednak w następnym sezonie doszło do kolejnego spadku. Następnie Mjøndalen IF grał w pierwszej lidze w 1985 i zajął dobre 5 miejsce. Rok później było jeszcze lepiej – Mjøndalen IF po raz drugi został wicemistrzem Norwegii, otrzymując trzecią szansę pokazania się w rozgrywkach ogólnoeuropejskich. W pierwszej rundzie Pucharu UEFA 1987/88 znów przeciwnikiem była silna drużyna niemiecka – Werder Brema. U siebie Mjøndalen IF przegrał aż 0:5, za to w Bremie doszło do niespodzianki – drużyna z Norwegii wygrała 1:0, co było pierwszym zwycięstwem klubu w historii jego występów w europejskich pucharach. Autorem zwycięskiej, a więc historycznej bramki był Per Terje Markussen.
Podobnie jak przed 10 laty następny sezon po zdobyciu wicemistrzostwa zakończył się dla klubu 11 miejscem i spadkiem do II ligi. Klubowi nie udało się już powrócić do I ligi norweskiej – w 2008 roku jest klubem III-ligowym.

## Sukcesy
- Eliteserien
  - wicemistrzostwo (2): 1976, 1986
- Puchar Norwegii
  - zwycięstwo (3): 1933, 1934, 1937
  - finał (5): 1924, 1931, 1936, 1938, 1968

## Europejskie puchary
Legenda do wszystkich tabel:
- Q – runda eliminacyjna, 1/16, 1/8, 1/4, 1/2 – odpowiednia faza rozgrywek, Grupa – runda grupowa, 1r gr – pierwsza runda grupowa, 2r gr – druga runda grupowa, F – finał, R – runda, PO – play-off
- k. – rzuty karne, los. – losowanie, Dogr. – dogrywka, w. – zasada bramek strzelonych na wyjeździe

| Sezon   | Rozgrywki                 | Runda | Klub             | Dom | Wyjazd | Ogólnie |
| ------- | ------------------------- | ----- | ---------------- | --- | ------ | ------- |
| 1969/70 | Puchar Zdobywców Pucharów | 1R    | Cardiff City     | 1–5 | 1–7    | 2–12    |
| 1977/78 | Puchar UEFA               | 1R    | Bayern Monachium | 0–8 | 0–4    | 0–12    |
| 1987/88 | Puchar UEFA               | 1R    | Werder Brema     | 0–5 | 1–0    | 1–5     |

## Obecny skład
Stan na 24 września 2019
| Nr | Poz. | Piłkarz                                       |
| -- | ---- | --------------------------------------------- |
| 2  | OB   | Quint Jansen                                  |
| 3  | OB   | Vetle Dragsnes                                |
| 4  | OB   | William Sell                                  |
| 5  | OB   | Alexander Betten Hansen                       |
| 6  | OB   | Joackim Olsen Solberg                         |
| 7  | PO   | Tonny Brochmann                               |
| 8  | PO   | Fredrik Brustad                               |
| 9  | NA   | Sondre Liseth                                 |
| 10 | NA   | Olivier Occéan                                |
| 11 | PO   | Christian Gauseth (kapitan)                   |
| 12 | BR   | Julian Faye Lund (wypożyczony z Rosenborg BK) |
| 15 | PO   | Mathias Fredriksen                            |

| Nr | Poz. | Piłkarz                                             |
| -- | ---- | --------------------------------------------------- |
| 19 | PO   | Pontus Silfwer                                      |
| 20 | OB   | Akeem Latifu                                        |
| 22 | NA   | Jacob Bergström                                     |
| 23 | OB   | Sondre Johansen                                     |
| 25 | BR   | Georges Bokwé                                       |
| 30 | PO   | Aristide Mutula Sagbakken                           |
| 31 | NA   | Jibril Bojang                                       |
| 32 | BR   | Jorge Vieira                                        |
| 33 | PO   | Stian Aasmundsen                                    |
| 34 | OB   | Per Magnus Steiring (wypożyczony z Sogndal Fotball) |
|    | OB   | Erick Sagbakken                                     |